# Stanislav Apolin

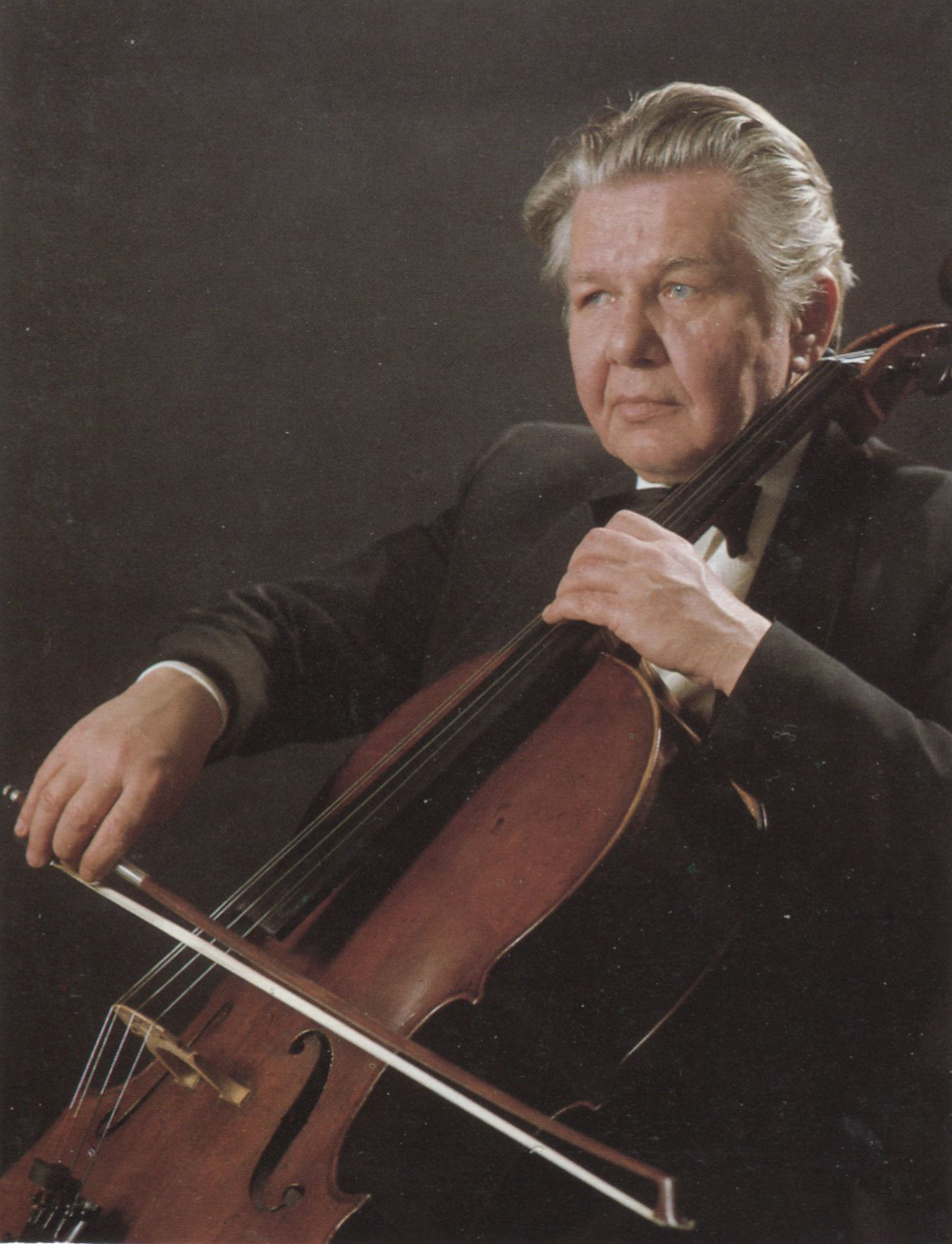
Stanislav Apolin

Stanislav Apolin (* 20. Februar 1931 in Seč, Tschechoslowakei; † 24. September 2010 in Prag) war ein tschechischer Cellist.

## Werdegang
1945 bis 1949 studierte Stanislav Apolin am Konservatorium in Brünn und von 1949 bis 1953 bei Váša Černý an der Janáček-Akademie für Musik und Darstellende Kunst Brünn (JAMU). Anschließend setzte er seine Studien in Moskau bei Mstislaw Rostropowitsch fort.

## Konzerttätigkeit
Er war zu seiner Zeit einer der international tätigen Cellisten seines Landes. Zu den von ihm oft gespielten Werken gehörte Antonín Dvořáks Cellokonzert h-Moll, Tschaikowskys Rokoko-Variationen, Prokofjews Sinfonia Concertante und Schostakowitschs Cellosonate. 1977 wurde er mit dem Preis für besondere Verdienste der ČSR ausgezeichnet, für seine herausragende Interpretation von Dvořáks Cellokonzert, das er international mehr als hundertmal aufgeführt hat. Schallplatten nahm er für die Firmen Supraphon und Panton auf. Darius Milhaud kommentierte begeistert die Aufnahme seiner beiden Cellokonzerte von 1969.
Mit seinem langjährigen Partner, dem Pianisten Radoslav Kvapil (von 1956 bis 1967), sowie dem Smetana Trio (mit Josef Hála und Václav Snítil, von 1968 bis 1993) trat er in Europa, den USA und in Japan auf.
Ab 1950 bildete er zusammen mit Libor Hlaváček, Miloš Sedlák und Ferdinand Rušák das Hlaváček-Quartett, und von 1967 bis 1969 war er Mitglied des Prager Streichtrios (mit Štefan Czapáry, Violine und Hubert Šimáček, Bratsche).
Seine Konzerttätigkeit führte ihn in die Republiken der UdSSR, in beide Teile Deutschlands, nach Polen, Rumänien, Bulgarien, Griechenland, Ungarn, Jugoslawien, in die Türkei, nach Ägypten, Dänemark, Irland, Island, Schweden, in das Vereinigte Königreich und nach Spanien.

## Tätigkeit als Pädagoge

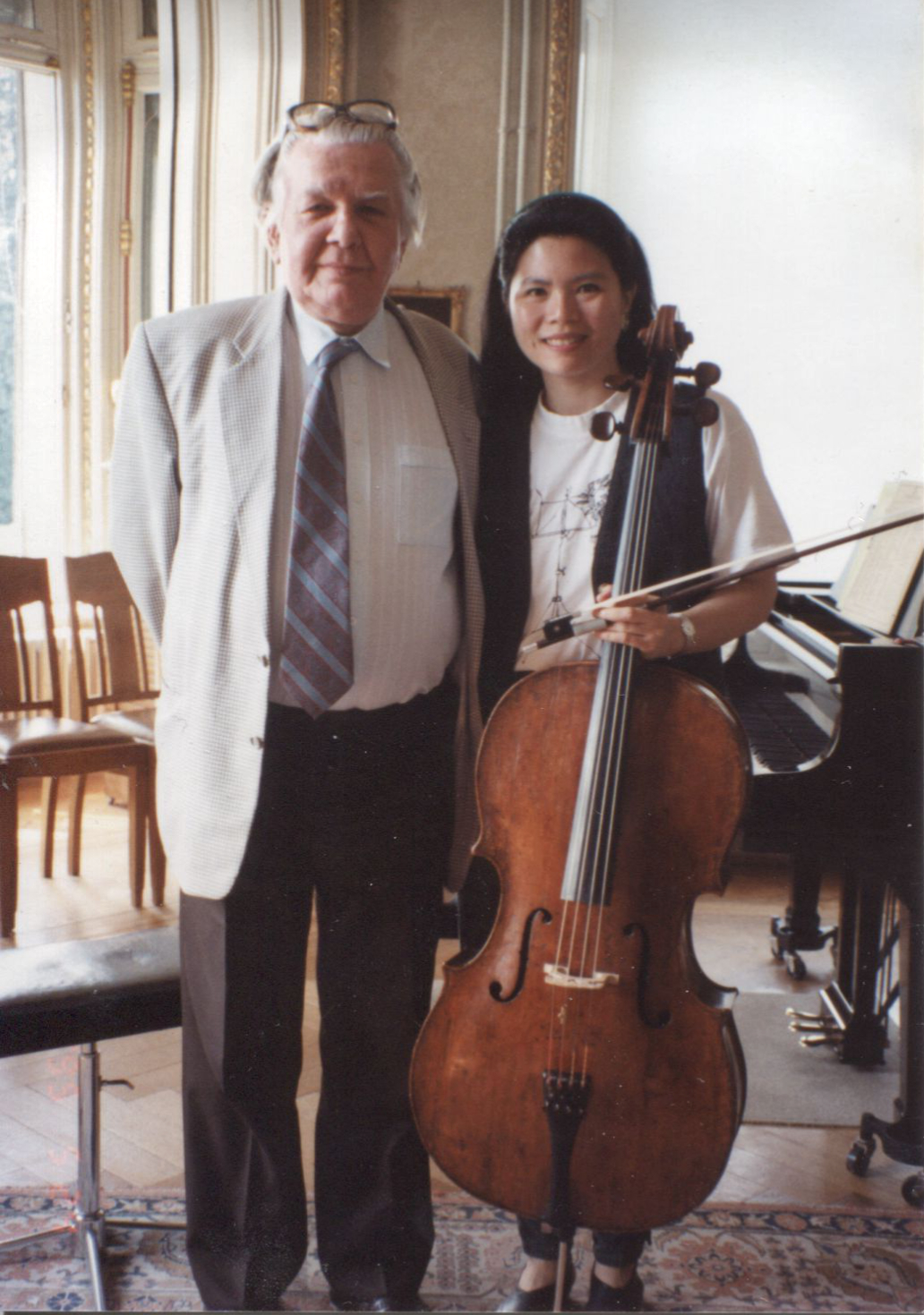
Stanislav Apolin mit Pi-Chin Chien in Luzern 1994

Stanislav Apolin war ein leidenschaftlicher Lehrer. 1962 wurde er an das Prager Konservatorium als Pädagoge berufen. Es folgten ordentliche Professuren an der JAMU (1968–70) und an der Musikhochschule in Belgrad (1970–72). Von 1972 bis 1996 unterrichtete er am Konservatorium Luzern (heute Hochschule Luzern) und an der Musikhochschule in Prag (AMU). In den Jahren von 1960 bis 2000 unterrichtete er zusätzlich zu seinen Professuren regelmäßig an Sommerkursen und gab Meisterkurse in Tschechien, der Schweiz, in Schweden, Montenegro, Spanien und den Niederlanden. Eine seiner letzten großen Reisen war 1998 die Einladung zu einem Sommerkurs nach Taiwan, ermöglicht durch seine Schülerin die taiwanisch-schweizerische Cellistin Pi-Chin Chien. Zu seinen Schülern gehören außerdem: Boris Vybíral, Evžen Rattay (Gründungsmitglied des Talich-Quartetts), Marek Jerie (Guarneri Trio), Peter Leisegang (Professor an der Hochschule der Künste Zürich), Conradin Brotbek (Konservatorium Biel), Fredy Felder (Konservatorium Schaffhausen), Hans-Ulrich Munzinger (Winterthur), Alexander Kionke (Festival Strings Lucerne), Jonas Iten (Festival Strings Lucerne), Christina Meißner (Weimar), Stefan Heinemeyer (Atos Trio) und Markus Nyikos (Universität der Künste Berlin).
Als Autor verfasste er zwei Studien. In einer Studie zur Interpretation der Solosuiten von J. S. Bach, erschienen 1995 bei der Editio Moravia anlässlich des Musikfestivals „Prager Herbst“, knüpft er an Paul Bazelaires Essay „Die Bach-Suiten“ an und plädiert für eine ausgeprägte Artikulation à la française. Eine weitere Studie erschien mit dem Titel „Über die Schönheit des Tons“.
Stanislav Apolin war regelmäßig Jury-Mitglied internationaler Cello-Wettbewerbe in Prag, Brünn, Genf, Moskau, München, Belgrad, Posen, Dresden und Pretoria.

## Diskographie
- 1969: Darius Milhaud: Cellokonzerte No 1 & 2, Brno State Philharmonic Orchestra, Jiří Waldhans, Vinyl, Supraphon – 50864
- 1974: Tchaikovsky: Variations On A Rococo Theme For Cello & Orchestra Op.33, Prague Symphony Orchestra, Václav Smetáček, Vinyl, Supraphon – 2746
- 1985: Cellokonzerte von Schumann und Lalo, Prague Symphony Orchestra, Vladimír Válek, Vinyl, Supraphon – 1110 3428
- 1985: Sergey Prokofiev Symphony - Concerto Op. 125, Brno State Philharmonic Orchestra, Miloš Konvalinka, Vinyl, Panton – 8110 0466
- 1987: Tchaikovsky: Variations On A Rococo Theme For Cello & Orchestra Op.33, Czech Philharmonic Orchestra*, Zdeněk Košler, CD, Supraphon – 2 SUP 0004